# Talsperre Namorada
Die Talsperre Namorada (portugiesisch Barragem de Namorada) liegt in der Region Alentejo Portugals im Distrikt Beja. Sie staut den Barranco de Santa Luzia zu einem Stausee auf. Die Stadt Beja befindet sich ungefähr sechs Kilometer südöstlich der Talsperre.
Mit dem Projekt zur Errichtung der Talsperre wurde im Jahre 1996 begonnen. Die Talsperre dient der Bewässerung.

## Absperrbauwerk
Das Absperrbauwerk ist ein Staudamm mit einer Höhe von 14,7 m über der Gründungssohle (10,18 m über dem Flussbett). Die Dammkrone liegt auf einer Höhe von 175,18 m über dem Meeresspiegel. Die Länge der Dammkrone beträgt 472,5 m und ihre Breite 5 m. Das Volumen des Staudamms umfasst 95.000 m³.
Die Staumauer verfügt sowohl über einen Grundablass als auch über eine Hochwasserentlastung. Über den Grundablass können maximal 1,98 m³/s abgeleitet werden, über die Hochwasserentlastung maximal 46,66 m³/s. Das Bemessungshochwasser liegt bei 76,58 m³/s; die Wahrscheinlichkeit für das Auftreten dieses Ereignisses wurde mit einmal in 500 Jahren bestimmt.

## Stausee
Beim normalen Stauziel von 173 m (maximal 173,91 m bei Hochwasser) erstreckt sich der Stausee über eine Fläche von rund 0,46 km² und fasst 1,543 Mio. m³ Wasser – davon können 1,507 Mio. m³ genutzt werden.